# Megan Fox

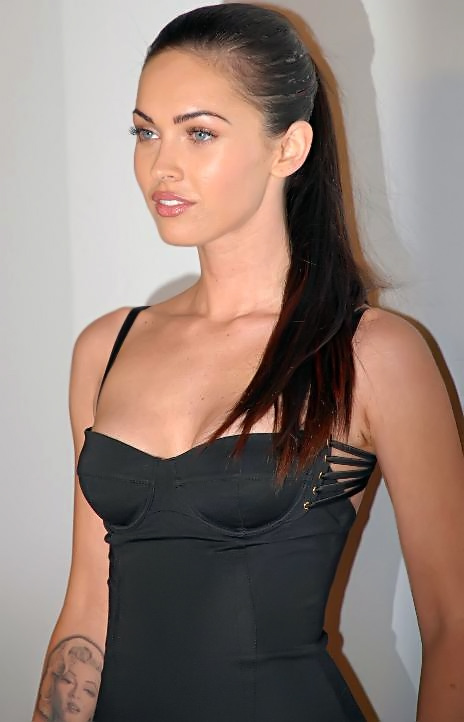
Megan Fox

Megan Denise Fox (n. 16 mai 1986, Rockwood, Tennessee) este o actriță și fotomodel american.

## Date biografice
Strămoșii ei au fost francezi, irlandezi și amerindieni din America de Nord. Fox provine dintr-o familie săracă. Deja la 5 ani a început să ia lecții de actorie și dans. La vârsta de 10 ani ajunge să termine școala în Florida. În 1999 a participat la un concurs de frumusețe "American Modeling and Talent Convention" din Hilton Head Island, South Carolina. Debutul în arta cinematografică îl are în anul 2001 cu filmul Holiday in the Sun, unde a jucat alături de actrițele gemene Mary-Kate și Ashley Olsen. Au urmat o serie de roluri în filme ca "Two and a Half Men", "Hallo Holly" și "Confessions of a Teenage Drama Queen" unde joacă în 2004 alături de Lindsay Lohan.

## Filmografie (selectată)
- 2001 	Holiday in the Sun
- 2003 	Bad Boys II
- 2004 	Confessions of a Teenage Drama Queen
- 2004 	Crimes of Fashion
- 2007 	Transformers
- 2008 	How to Lose Friends & Alienate People
- 2008 	Whore
- 2009 	Transformers: Revenge of the Fallen
- 2009 	Jennifer's Body
- 2010: Jonah Hex (film)
- 2011 	Passion Play
- 2012 	Friends with Kids

## Distincții
- 2005: Young Artist Award (nominare)
- 2007: Teen Choice Award (3 nominări)
- 2007: Scream Award – Sci-Fi Siren pentru Transformers
- 2008: FHM Sexiest Women in the World 2008 locul 1
- 2010: FHM Sexiest Women in the World 2010 locul 2